# Winterland Ballroom
Winterland Ballroom (también conocido como Winterland Arena o simplemente Winterland) fue una pista de hielo y una sala de conciertos en San Francisco, California. El edificio, localizado en la esquina de Post Street y Steiner Street, fue utilizado exclusivamente como sala de conciertos a partir de 1971 por el promotor Bill Graham que lo convirtió en un local habitual de actuaciones de las más famosas bandas de rock. Posteriormente, Graham fundó una compañía de merchandising llamada Winterland, dedicada a la comercialización de camisetas en conciertos y productos relacionados con clubes deportivos. 

## Origen
Winterland fue construido en 1928, con un costo de 1 millón de dólares, una cifra astronómica para la época y se mantuvo con éxito durante toda la Gran Depresión, a pesar de lo costoso de su mantenimiento. Abrió sus puertas el 29 de junio de 1928, originalmente con el nombre de New Dreamland Auditorium. A finales de los años 30 cambió su nombre por el de Winterland. Servía tanto como pista de hielo como salón de espectáculos. En noviembre de 1944, acogió a una producción autorizada (pero un tanto americanizada) de la Follies Bergere. El local también fue escenario de combates de boxeo, representaciones operísticas o partidos de tenis.

## Sala de conciertos
Comenzó en 1966 con un doble concierto de Jefferson Airplane y Paul Butterfield Blues Band, Bill Graham comenzó este año a alquilar el local ocasionalmente para acoger conciertos que el cercano Fillmore Auditorium no podía albergar adecuadamente. Tras el cierre del Fillmore West en 1971, comenzó a programar regularmente conciertos cada fin de semana. Fueron numerosos los conciertos de rock que se organizaron allí, con artistas y bandas de renombre como Bruce Springsteen, The Rolling Stones, The J. Geils Band, The Who, Queen, Slade, Boston, Cream, Yes, Kiss, The Doors, Jimi Hendrix, Steppenwolf, Lynyrd Skynyrd, Styx, Van Morrison, The Allman Brothers Band, Grateful Dead, The Band, Big Brother and the Holding Company w/ Janis Joplin, Jethro Tull, Pink Floyd, Ten Years After, Rush, Electric Light Orchestra, Genesis, Jefferson Airplane, Traffic, Golden Earring, Grand Funk Railroad, Humble Pie, Bob Seger and the Silver Bullet Band, Robin Trower, Emerson, Lake & Palmer, Sha Na Na, Loggins and Messina, Lee Michaels, Heart, Journey, Deep Purple, J.J. Cale, Spirit, Chambers Brothers, Frank Zappa and the Mothers of Invention, Foghat, Mountain, B.B. King y Elvis Costello. Led Zeppelin interpretaron allí por primera vez el tema "Whole Lotta Love". Muchos de los más conocidos grupos de rock de los 60 y 70 actuaron en el Winterland o en el Fillmore Auditorium situado a tan solo dos bloques de distancia. Peter Frampton grabó en el Winterland parte de su álbum en directo, Frampton Comes Alive!. The Grateful Dead hicieron de la sala su base y The Band realizaron allí su famoso último concierto el día de acción de gracias de 1976, con la participación de importantes invitados como Neil Young, Eric Clapton, Bob Dylan o Joni Mitchell. El concierto fue además, grabado por Martin Scorsese, exhibido posteriormente en teatros y publicado álbum bajo el título de The Last Waltz. Winterland acogió también el último concierto de los británicos Sex Pistols, el 14 de enero de 1978.

## Últimos conciertos
El 14 de enero de 1978 los Sex Pistols dieron allí su último concierto. Durante el último mes de existencia de Winterland la sala se llenó casi cada noche. Los últimos conciertos acogieron las actuaciones de The Tubes, Ramones, Smokey Robinson, Tom Petty and the Heartbreakers, y el 15 y 16 de diciembre de 1978, Bruce Springsteen & the E Street Band. El concierto del día 15 fue retransmitido en directo por la emisora de radio KSAN-FM y es considerado por los historiadores del rock como uno de los más legendarios conciertos de Springsteen. 
Winterland cerró la Nochevieja de 1978 a 1979 con un concierto en el que intervinieron Grateful Dead, New Riders of the Purple Sage y The Blues Brothers y que fue retransmitido por radio y televisión. El edificio fue finalmente demolido en 1985 y reemplazado por un bloque de apartamentos.

## Grabaciones
La siguiente lista recoge las grabaciones de películas y álbumes realizadas total o parcialmente en el Winterland Ballroom:

### Películas concierto
- The Band - The Last Waltz
- Grateful Dead - The Grateful Dead Movie, The Closing of Winterland
- Sha Na Na - "Live at Winterland (1974)" (bootleg)
- Kiss - Kissology Volume One: 1974–1977
- Sex Pistols - The Filth and the Fury

### Álbumes en directo
- The Allman Brothers Band - Wipe the Windows, Check the Oil, Dollar Gas
- Big Brother and the Holding Company (con Janis Joplin como vocalista) - Live at Winterland '68
- Cream - Wheels of Fire , Live Cream, Live Cream Volume II, Those Were the Days
- Electric Light Orchestra - Live at Winterland '76
- Peter Frampton - Frampton Comes Alive!
- Grateful Dead - Steal Your Face, Dick's Picks Volume 10, So Many Roads (1965–1995), The Grateful Dead Movie Soundtrack, The Closing of Winterland, Winterland: 1973: The Complete Recordings, Winterland June 1977: The Complete Recordings
- Jimi Hendrix - Live at Winterland y The Jimi Hendrix Concerts
- Jefferson Airplane - Thirty Seconds Over Winterland
- Bruce Springsteen - Live/1975–85
- The Band - "The Last Waltz"
- Humble Pie - Live at Winterland
- Paul Butterfield's Better Days - Live at Winterland Ballroom (1973)
- Sha Na Na - "The Golden Age of Rock 'n' Roll"